# EuroLigue féminine de basket-ball
L’EuroLigue féminine (EuroLeague Women), anciennement dénommée Coupe des champions européens féminine (de sa création en 1958 jusqu'en 1996), est une compétition annuelle de basket-ball féminin. Organisée par la FIBA Europe, c'est la compétition interclubs la plus prestigieuse en Europe et l'équipe gagnante est, de ce fait, sacrée championne d'Europe.

## Histoire
L'Euroligue était initialement appelée la Coupe d’Europe des clubs champions (European Cup for Women’s Champion Clubs), dominée dans les années 1960 et 1970 par le club soviétique de Riga, le Daugava Riga (ou TTT Riga), remportant 18 fois le titre (1960-1962, 1964-1975, 1977, 1981 et 1982). Cette période est aussi marquée par la présence à de multiples reprises dans le dernier carré du club français du Clermont UC, à chaque fois battu par le club soviétique, que ce soit en demi-finale ou en finale…
Dès sa création, la Coupe d’Europe des clubs champions se conjugue avec la suprématie des pays de l’Est, le Slavia Sofia (Bulgarie) puis le TTT Riga. Ensuite c’est la période des années 1970, dominées par 3 clubs, ceux de Riga, Clermont et Prague. Et quand les clubs soviétiques commencèrent à décliner, ce fut l’Italie qui se révéla conquérante. Les années 1980 furent complètement dominées par le club de Vicence qui surclassa chacun de ses adversaires. Enfin arrivent les années 1990-2000 qui marquent l’avènement des clubs espagnols (Valence) et le retour au premier plan des clubs russes (UMMC Iekaterinbourg, VBM-SGAU Samara) et français (Bourges Basket, Valenciennes). Mais tout ceci était sans compter sur la détermination et le dynamisme des clubs des autres pays de l’Europe de l’Est : Brno, Gdynia, Pécs, Vilnius, etc., ainsi que l'émergence des clubs turcs.

## Déroulement de la compétition

### Jusqu’en 2003-2004
La compétition regroupait 16 équipes réparties en 2 groupes. Les 4 premiers de chaque groupe se rencontraient en quarts de finale croisés (1er d’un groupe face au 4e de l’autre) pour accéder au Final Four se déroulant dans une des 4 villes finalistes.

### De 2004 à 2011
À cause de l’augmentation du nombre de participants souhaitée par la FIBA Europe pour promouvoir le basket féminin dans de nombreux pays, 21 clubs sont répartis en 3 poules préliminaires de 7 (24 équipes en 4 poules depuis 2007). Les cinq premiers de chaque groupe ainsi que le meilleur 2e sont qualifiés pour les huitièmes de finale.
Le déroulement des huitièmes est établi en fonction d’un classement basé sur les performances de chacun dans le tour préliminaire (victoires, quotient points marqués/points encaissés).
À partir des quarts de finale, la compétition reste identique.
Les quatre vainqueurs se qualifient pour le Final Four organisé dans la ville d’un des quatre participants.
Les demi-finales se disputent le vendredi et les finales le dimanche, à chaque fois sur une manche sèche.

### À partir de 2012
Les 24 équipes sont réparties en 3 groupes de 8 au premier tour au lieu de 4 poules de 6 précédemment. Les cinq premiers de chaque groupe, ainsi que le meilleur sixième,  disputent les huitièmes de finale au meilleur des trois matchs. Les vainqueurs sont qualifiés pour le tournoi final qui réunit huit équipes (Final 8) contre quatre précédemment (Final Four) dans un lieu choisi avant le début de la compétition et non chez l'un des quatre demi-finalistes comme dans l'ancienne formule.

## Palmarès
Dans le cas d’une finale à 2 manches jouées chez chacun des finalistes, * précède le score de l’équipe jouant à domicile.

| Année                                                   | Lieu de la finale                                                                       | Vainqueur                                                                               | Finaliste                                                                               | 1re manche                                                                              | 2e manche                                                                               |
| ------------------------------------------------------- | --------------------------------------------------------------------------------------- | --------------------------------------------------------------------------------------- | --------------------------------------------------------------------------------------- | --------------------------------------------------------------------------------------- | --------------------------------------------------------------------------------------- |
| Sous la dénomination Coupe d’Europe des clubs champions |                                                                                         |                                                                                         |                                                                                         |                                                                                         |                                                                                         |
| 1959                                                    | -                                                                                       | Slavia Sofia (1)                                                                        | Dynamo Moscou                                                                           | *63-40                                                                                  | 34-*44                                                                                  |
| 1960                                                    | -                                                                                       | Daugava Riga (1)                                                                        | Slavia Sofia                                                                            | 62-*28                                                                                  | *49-43                                                                                  |
| 1961                                                    | -                                                                                       | Daugava Riga (2)                                                                        | Slovan Orbis Prague                                                                     | 76-*77                                                                                  | *72-37                                                                                  |
| 1962                                                    | -                                                                                       | Daugava Riga (3)                                                                        | SK Leningrad                                                                            | *55-38                                                                                  | 48-*44                                                                                  |
| 1963                                                    | -                                                                                       | Slavia Sofia (2)                                                                        | Slovan Orbis Prague                                                                     | 52-*57                                                                                  | *60-49                                                                                  |
| 1964                                                    | -                                                                                       | Daugava Riga (4)                                                                        | Sparta Sokolovo Prague                                                                  | 63-*58                                                                                  | *40-43                                                                                  |
| 1965                                                    | -                                                                                       | Daugava Riga (5)                                                                        | Slavia Sofia                                                                            | *49-31                                                                                  | 52-*62                                                                                  |
| 1966                                                    | -                                                                                       | Daugava Riga (6)                                                                        | Slovan Orbis Prague                                                                     | *62-39                                                                                  | 73-*56                                                                                  |
| 1967                                                    | -                                                                                       | Daugava Riga (7)                                                                        | Sparta CKD Prague                                                                       | *56-41                                                                                  | 55-*52                                                                                  |
| 1968                                                    | -                                                                                       | Daugava Riga (8)                                                                        | Sparta CKD Prague                                                                       | *76-45                                                                                  | 58-*47                                                                                  |
| 1969                                                    | -                                                                                       | Daugava Riga (9)                                                                        | SC Chemie Halle                                                                         | *62-48                                                                                  | 82-*57                                                                                  |
| 1970                                                    | -                                                                                       | Daugava Riga (10)                                                                       | GTS Wisła Cracovie                                                                      | *61-45                                                                                  | 59-*42                                                                                  |
| 1971                                                    | -                                                                                       | Daugava Riga (11)                                                                       | Clermont UC                                                                             | 72-*59                                                                                  | *62-56                                                                                  |
| 1972                                                    | -                                                                                       | Daugava Riga (12)                                                                       | Sparta CKD Prague                                                                       | *80-59                                                                                  | 86-*59                                                                                  |
| 1973                                                    | -                                                                                       | Daugava Riga (13)                                                                       | Clermont UC                                                                             | 64-*44                                                                                  | *83-60                                                                                  |
| 1974                                                    | -                                                                                       | Daugava Riga (14)                                                                       | Clermont UC                                                                             | *96-67                                                                                  | 69-*53                                                                                  |
| 1975                                                    | -                                                                                       | Daugava Riga (15)                                                                       | Sparta CKD Prague                                                                       | *87-59                                                                                  | 72-*56                                                                                  |
| 1976                                                    | -                                                                                       | Sparta CKD Prague (1)                                                                   | Clermont UC                                                                             | 55-*58                                                                                  | *77-57                                                                                  |
| 1977                                                    | Barcelone                                                                               | Daugava Riga (16)                                                                       | Clermont UC                                                                             | 79-53                                                                                   | 79-53                                                                                   |
| 1978                                                    | Nice                                                                                    | Geas Sesto San Giovanni (1)                                                             | Sparta CKD Prague                                                                       | 74-66                                                                                   | 74-66                                                                                   |
| 1979                                                    | La Corogne                                                                              | Étoile rouge Belgrade (1)                                                               | BSE Budapest                                                                            | 97-62                                                                                   | 97-62                                                                                   |
| 1980                                                    | Wittenheim                                                                              | Sisport Fiat Turin (1)                                                                  | Mineur Pernik                                                                           | 75-66                                                                                   | 75-66                                                                                   |
| 1981                                                    | Saint-Nazaire                                                                           | Daugava Riga (17)                                                                       | Étoile rouge Belgrade                                                                   | 83-65                                                                                   | 83-65                                                                                   |
| 1982                                                    | Cologne                                                                                 | Daugava Riga (18)                                                                       | Mineur Pernik                                                                           | 78-56                                                                                   | 78-56                                                                                   |
| 1983                                                    | Venise                                                                                  | AS Zolu Vicence (1)                                                                     | DJK Agon 08 Düsseldorf                                                                  | 76-67                                                                                   | 76-67                                                                                   |
| 1984                                                    | Budapest                                                                                | Levski Spartak Sofia (1)                                                                | AS Zolu Vicence                                                                         | 82-77                                                                                   | 82-77                                                                                   |
| 1985                                                    | Viterbe                                                                                 | AS Fiorella Vicence (2)                                                                 | Daugava Riga                                                                            | 63-55                                                                                   | 63-55                                                                                   |
| 1986                                                    | Milan                                                                                   | AS Primigi Vicence (3)                                                                  | DJK Agon 08 Düsseldorf                                                                  | 71-57                                                                                   | 71-57                                                                                   |
| 1987                                                    | Thessalonique                                                                           | AS Primigi Vicence (4)                                                                  | Dynamo Novossibirsk                                                                     | 86-73                                                                                   | 86-73                                                                                   |
| 1988                                                    | Düsseldorf                                                                              | AS Primigi Vicence (5)                                                                  | Dynamo Novossibirsk                                                                     | 70-64                                                                                   | 70-64                                                                                   |
| 1989                                                    | Florence                                                                                | Jedinstvo-Aida Tuzla (1)                                                                | AS Primigi Vicence                                                                      | 74-70                                                                                   | 74-70                                                                                   |
| 1990                                                    | Césène                                                                                  | Trogylos Enimont Priolo (1)                                                             | CSKA Moscou                                                                             | 86-71                                                                                   | 86-71                                                                                   |
| 1991                                                    | Barcelone                                                                               | Ahena Césène (1)                                                                        | Arvika Basket                                                                           | 84-66                                                                                   | 84-66                                                                                   |
| 1992                                                    | Bari                                                                                    | CB Dorna-Godella Valence (1)                                                            | Dynamo Aspro Kiev                                                                       | 66-56                                                                                   | 66-56                                                                                   |
| 1993                                                    | Llíria                                                                                  | CB Dorna-Godella Valence (2)                                                            | SFT Côme                                                                                | 66-58 (a.p.)                                                                            | 66-58 (a.p.)                                                                            |
| 1994                                                    | Poznań                                                                                  | SFT Côme (1)                                                                            | CB Dorna-Godella Valence                                                                | 79-68                                                                                   | 79-68                                                                                   |
| 1995                                                    | Côme                                                                                    | SFT Côme (2)                                                                            | Costa Naranja Godella Valence                                                           | 64-57                                                                                   | 64-57                                                                                   |
| 1996                                                    | Sofia                                                                                   | BTV Wuppertal (1)                                                                       | SFT Côme                                                                                | 76-62                                                                                   | 76-62                                                                                   |
| Sous la dénomination Euroligue                          |                                                                                         |                                                                                         |                                                                                         |                                                                                         |                                                                                         |
| 1997                                                    | Larissa                                                                                 | CJM Bourges (1)                                                                         | BTV Wuppertal                                                                           | 71-52                                                                                   | 71-52                                                                                   |
| 1998                                                    | Bourges                                                                                 | CJM Bourges (2)                                                                         | Pool Getafe Madrid                                                                      | 76-64                                                                                   | 76-64                                                                                   |
| 1999                                                    | Brno                                                                                    | SCP Ružomberok (1)                                                                      | SFT Côme                                                                                | 63-48                                                                                   | 63-48                                                                                   |
| 2000                                                    | Ružomberok                                                                              | SCP Ružomberok (2)                                                                      | CJM Bourges                                                                             | 67-64 (a.2p.)                                                                           | 67-64 (a.2p.)                                                                           |
| 2001                                                    | Messine                                                                                 | CJM Bourges (3)                                                                         | US Valenciennes                                                                         | 73-71                                                                                   | 73-71                                                                                   |
| 2002                                                    | Liévin                                                                                  | US Valenciennes (1)                                                                     | Lotos VBW Clima Gdynia                                                                  | 78-72                                                                                   | 78-72                                                                                   |
| 2003                                                    | Bourges                                                                                 | UMMC Iekaterinbourg (1)                                                                 | US Valenciennes                                                                         | 82-80                                                                                   | 82-80                                                                                   |
| 2004                                                    | Pécs                                                                                    | US Valenciennes (2)                                                                     | Lotos VBW Clima Gdynia                                                                  | 93-69                                                                                   | 93-69                                                                                   |
| 2005                                                    | Samara                                                                                  | VBM-SGAU Samara (1)                                                                     | Gambrinus Brno                                                                          | 69-66                                                                                   | 69-66                                                                                   |
| 2006                                                    | Brno                                                                                    | Gambrinus Brno (1)                                                                      | VBM-SGAU Samara                                                                         | 68-54                                                                                   | 68-54                                                                                   |
| 2007                                                    | Vidnoïe                                                                                 | Spartak Région de Moscou (1)                                                            | Ros Casares Valence                                                                     | 76-62                                                                                   | 76-62                                                                                   |
| 2008                                                    | Brno                                                                                    | Spartak Région de Moscou (2)                                                            | Gambrinus Brno                                                                          | 75-60                                                                                   | 75-60                                                                                   |
| 2009                                                    | Salamanque                                                                              | Spartak Région de Moscou (3)                                                            | Halcón Avenida Salamanque                                                               | 85-70                                                                                   | 85-70                                                                                   |
| 2010                                                    | Valence                                                                                 | Spartak Région de Moscou (4)                                                            | Ros Casares Valence                                                                     | 87-80                                                                                   | 87-80                                                                                   |
| 2011                                                    | Iekaterinbourg                                                                          | Halcón Avenida Salamanque                                                               | Spartak Région de Moscou                                                                | 68-59                                                                                   | 68-59                                                                                   |
| 2012                                                    | Istanbul                                                                                | Ros Casares Valence (3)                                                                 | Rivas Ecópolis                                                                          | 65-52                                                                                   | 65-52                                                                                   |
| 2013                                                    | Iekaterinbourg                                                                          | UMMC Iekaterinbourg (2)                                                                 | Fenerbahçe Istanbul                                                                     | 82-56                                                                                   | 82-56                                                                                   |
| 2014                                                    | Iekaterinbourg                                                                          | Galatasaray Istanbul (1)                                                                | Fenerbahçe Istanbul                                                                     | 69-58                                                                                   | 69-58                                                                                   |
| 2015                                                    | Prague                                                                                  | USK Prague (1)                                                                          | UMMC Iekaterinbourg                                                                     | 72-68                                                                                   | 72-68                                                                                   |
| 2016                                                    | Istanbul                                                                                | UMMC Iekaterinbourg (3)                                                                 | Nadejda Orenbourg                                                                       | 72-69                                                                                   | 72-69                                                                                   |
| 2017                                                    | Iekaterinbourg                                                                          | Dynamo Koursk (1)                                                                       | Fenerbahçe Istanbul                                                                     | 77-63                                                                                   | 77-63                                                                                   |
| 2018                                                    | Sopron                                                                                  | UMMC Iekaterinbourg (4)                                                                 | Sopron Basket                                                                           | 72-53                                                                                   | 72-53                                                                                   |
| 2019                                                    | Sopron                                                                                  | UMMC Iekaterinbourg (5)                                                                 | Dynamo Koursk                                                                           | 91-67                                                                                   | 91-67                                                                                   |
| 2020                                                    | Compétition annulée au stade des quarts de finale en raison de la pandémie de Covid-19. | Compétition annulée au stade des quarts de finale en raison de la pandémie de Covid-19. | Compétition annulée au stade des quarts de finale en raison de la pandémie de Covid-19. | Compétition annulée au stade des quarts de finale en raison de la pandémie de Covid-19. | Compétition annulée au stade des quarts de finale en raison de la pandémie de Covid-19. |
| 2021                                                    | Istanbul                                                                                | UMMC Iekaterinbourg (6)                                                                 | Perfumerías Avenida Salamanque                                                          | 78-68                                                                                   | 78-68                                                                                   |
| 2022                                                    | Istanbul                                                                                | Sopron Basket (1)                                                                       | Fenerbahçe Istanbul                                                                     | 60-55                                                                                   | 60-55                                                                                   |
| 2023                                                    | Prague                                                                                  | Fenerbahçe Istanbul (1)                                                                 | ÇBK Mersin                                                                              | 99-60                                                                                   | 99-60                                                                                   |
| 2024                                                    | Mersin                                                                                  | Fenerbahçe Istanbul (2)                                                                 | ESB Villeneuve-d’Ascq LM                                                                | 106-73                                                                                  | 106-73                                                                                  |
| 2025                                                    | Saragosse                                                                               | USK Prague (2)                                                                          | ÇBK Mersin                                                                              | 66-53                                                                                   | 66-53                                                                                   |

## Bilan

### Titres par club
| Rang | Club                     | Pays             | Titres | Finales perdues | Finales disputées |
| ---- | ------------------------ | ---------------- | ------ | --------------- | ----------------- |
| 1    | Riga                     | Union soviétique | 18     | 1               | 19                |
| 2    | Iekaterinbourg           | Russie           | 6      | 1               | 7                 |
| 3    | Vicence                  | Italie           | 5      | 2               | 7                 |
| 4    | Spartak Région de Moscou | Russie           | 4      | 1               | 5                 |
| 5    | Valence                  | Espagne          | 3      | 4               | 7                 |
| 6    | Bourges                  | France           | 3      | 1               | 4                 |
| 7    | Fenerbahçe Istanbul      | Turquie          | 2      | 4               | 6                 |
| 8    | Côme                     | Italie           | 2      | 3               | 5                 |
| 9    | Valenciennes             | France           | 2      | 2               | 4                 |
| 9    | Sofia                    | Bulgarie         | 2      | 2               | 4                 |
| 11   | Ružomberok               | Slovaquie        | 2      | 0               | 2                 |
| 11   | USK Prague               | Tchéquie         | 2      | 0               | 2                 |
| 13   | Sparta Prague            | Tchécoslovaquie  | 1      | 9               | 10                |
| 14   | Brno                     | Tchéquie         | 1      | 2               | 3                 |
| 14   | Salamanque               | Espagne          | 1      | 2               | 3                 |
| 16   | Samara                   | Russie           | 1      | 1               | 2                 |
| 16   | Wuppertal                | Allemagne        | 1      | 1               | 2                 |
| 16   | Belgrade                 | Yougoslavie      | 1      | 1               | 2                 |
| 16   | Dynamo Koursk            | Russie           | 1      | 1               | 2                 |
| 20   | Césène                   | Italie           | 1      | 0               | 1                 |
| 20   | Priolo                   | Italie           | 1      | 0               | 1                 |
| 20   | Tuzla                    | Yougoslavie      | 1      | 0               | 1                 |
| 20   | Turin                    | Italie           | 1      | 0               | 1                 |
| 20   | Sesto San Giovanni       | Italie           | 1      | 0               | 1                 |
| 20   | Galatasaray Istanbul     | Turquie          | 1      | 0               | 1                 |
| 20   | Sopron                   | Hongrie          | 1      | 0               | 1                 |

### Titres par nation
| Rang | Pays             | Titres | Finales perdues | Finales disputées |
| ---- | ---------------- | ------ | --------------- | ----------------- |
| 1    | Union soviétique | 18     | 6               | 24                |
| 2    | Russie           | 12     | 5               | 17                |
| 3    | Italie           | 11     | 5               | 16                |
| 4    | France           | 5      | 9               | 14                |
| 5    | Espagne          | 4      | 8               | 12                |
| 6    | Turquie          | 3      | 6               | 9                 |
| 7    | Bulgarie         | 3      | 4               | 7                 |
| 8    | Tchéquie         | 3      | 2               | 5                 |
| 9    | Yougoslavie      | 2      | 1               | 3                 |
| 10   | Slovaquie        | 2      | 0               | 2                 |
| 11   | Tchécoslovaquie  | 1      | 9               | 10                |
| 12   | Allemagne        | 1      | 3               | 4                 |
| 13   | Hongrie          | 1      | 1               | 2                 |

## Leaders statistiques par saison
| Saison    | Meilleure marqueuse | PPM  | Meilleure rebondeuse | RPM  | Meilleure passeuse       | PDPM |
| --------- | ------------------- | ---- | -------------------- | ---- | ------------------------ | ---- |
| 1991-1992 | Razija Mujanović    | 27,3 | Razija Mujanović     | 9,1  | Corinne Benintendi       | 2,7  |
| 1992-1993 | Ielena Khoudachova  | 24,8 | Katrina Johnson      | 11,6 | Corinne Benintendi       | 5,1  |
| 1993-1994 | Razija Mujanović    | 20,4 | Katrina Johnson      | 12,7 | Corinne Benintendi       | 5,2  |
| 1994-1995 | Clarissa Davis      | 30,5 | Elena Baranova       | 9,9  | Teresa Weatherspoon      | 6,0  |
| 1995-1996 | Clarissa Davis      | 25,9 | Venus Lacy           | 12,7 | Svetlana Antipova        | 6,6  |
| 1996-1997 | Yolanda Griffith    | 24,7 | Yolanda Griffith     | 17,1 | Michele Timms            | 5,7  |
| 1997-1998 | Jennifer Gillom     | 21,8 | Maria Stepanova      | 12,4 | Lyudmila Konovalova      | 5,9  |
| 1998-1999 | Sandy Brondello     | 19,5 | Marlies Askamp       | 12,3 | Ana Belén Álvaro         | 4,8  |
| 1999-2000 | Mila Nikolić        | 19,1 | Małgorzata Dydek     | 10,6 | Aluma Goren              | 4,4  |
| 2000-2001 | Ann Wauters         | 20,9 | Małgorzata Dydek     | 10,7 | Iveta Bieliková          | 5,7  |
| 2001-2002 | Albena Branzova     | 20,8 | Yolanda Griffith     | 11,5 | Ticha Penicheiro         | 5,3  |
| 2002-2003 | Ana Joković         | 21,1 | Małgorzata Dydek     | 10,4 | Audrey Sauret-Gillespie  | 4,8  |
| 2003-2004 | Gordana Grubin      | 20,5 | Maria Stepanova      | 12,2 | Kristi Willoughby        | 5,9  |
| 2004-2005 | Katie Douglas       | 20,4 | Michelle Snow        | 13,6 | Dalma Iványi             | 6,9  |
| 2005-2006 | Katie Douglas       | 20,8 | Rebekkah Brunson     | 11,3 | Caroline Koechlin        | 6,1  |
| 2006-2007 | Tina Thompson       | 21,1 | DeLisha Milton-Jones | 10,9 | Caroline Koechlin-Aubert | 6,0  |
| 2007-2008 | Lauren Jackson      | 23,6 | Nicole Ohlde         | 9,5  | Dalma Iványi             | 5,7  |
| 2008-2009 | Diana Taurasi       | 20,5 | Laura Harper         | 12,0 | Dalma Iványi             | 7,5  |
| 2009-2010 | Diana Taurasi       | 24,9 | Candice Dupree       | 11,0 | Anđa Jelavić             | 6,7  |
| 2010-2011 | Penny Taylor        | 19,2 | Cheryl Ford          | 14,2 | Dalma Iványi             | 5,4  |
| 2011-2012 | Diana Taurasi       | 20,9 | Cheryl Ford          | 11,9 | Sharnee Zoll-Norman      | 6,6  |
| 2012-2013 | Tina Charles        | 24,0 | Tina Charles         | 12,5 | Laia Palau               | 6,4  |
| 2013-2014 | Jantel Lavender     | 20,3 | Luca Ivanković       | 11,1 | Laia Palau               | 6,8  |
| 2014-2015 | Nneka Ogwumike      | 19,5 | Candace Parker       | 11,0 | Laia Palau               | 7,1  |
| 2015-2016 | Diana Taurasi       | 20,9 | Crystal Langhorne    | 10,8 | Laia Palau               | 7,1  |
| 2016-2017 | Yvonne Turner       | 18,8 | Nneka Ogwumike       | 10,2 | Laia Palau               | 7,8  |
| 2017-2018 | Kayla McBride       | 18,7 | Jantel Lavender      | 8,6  | Courtney Vandersloot     | 9,0  |
| 2018-2019 | Breanna Stewart     | 21,0 | Brionna Jones        | 10,9 | Amel Bouderra            | 6,9  |
| 2019-2020 | Alina Iahoupova     | 21,3 | Alyssa Thomas        | 11,4 | Courtney Vandersloot     | 7,1  |
| 2020-2021 | Alina Iahoupova     | 20,0 | Clarissa dos Santos  | 12,3 | Courtney Vandersloot     | 7,6  |
| 2021-2022 | Kahleah Copper      | 21,4 | Natasha Howard       | 11,0 | Pelin Bilgiç             | 6,4  |
| 2022-2023 | Megan Gustafson     | 22,6 | Stephanie Mavunga    | 12,5 | Erica Wheeler            | 7,4  |
| 2023-2024 | Emma Meesseman      | 17,9 | Elin Gustavsson      | 9,2  | Morgan Green             | 6,7  |
| 2024-2025 | Brionna Jones       | 17,9 | Brionna Jones        | 9,1  | Julie Allemand           | 6,3  |

## Identité visuelle

Logo de la saison 2011-2012 à la saison 2019-2020.
Logo depuis la saison 2020-2021.